# 1955-ös magyar férfi vízilabda-bajnokság (másodosztály)
Az 1955-ös magyar férfi másodosztályú vízilabda-bajnokságban tizennégy csapat indult el két csoportban, a csapatok két kört játszottak, majd a két csoportgyőztes játszott a feljutásért.

## Tabella

### Észak
| #  | Csapat             | M  | Gy | D | V  | G+ | G- | P  | Megjegyzés     |
| -- | ------------------ | -- | -- | - | -- | -- | -- | -- | -------------- |
| 1. | Bp. Szikra         | 12 | 12 | 0 | 0  | 60 | 30 | 24 |                |
| 2. | Tatabányai Bányász | 12 | 7  | 0 | 5  | 41 | 44 | 14 |                |
| 3. | Vasas Izzó         | 12 | 6  | 1 | 5  | 40 | 26 | 13 |                |
| 4. | VL Kistext         | 12 | 5  | 2 | 5  | 24 | 26 | 12 |                |
| 5. | Csepeli Vasas      | 12 | 4  | 1 | 7  | 28 | 32 | 9  |                |
| 6. | Esztergomi Dózsa   | 12 | 4  | 1 | 7  | 30 | 45 | 9  |                |
| 7. | Vasas MÁVAG        | 12 | 1  | 1 | 10 | 32 | 52 | 2  | 1 pont levonva |

### Dél
| #  | Csapat            | M  | Gy | D | V  | G+ | G- | P  | Megjegyzés     |
| -- | ----------------- | -- | -- | - | -- | -- | -- | -- | -------------- |
| 1. | Bp. Spartacus     | 12 | 11 | 1 | 0  | 66 | 26 | 23 |                |
| 2. | Vasas Csepel Autó | 12 | 9  | 1 | 2  | 55 | 18 | 19 |                |
| 3. | Bp. Bástya VTSK   | 12 | 7  | 3 | 2  | 65 | 35 | 17 |                |
| 4. | VL Hazai Fésűs    | 12 | 3  | 4 | 5  | 42 | 39 | 10 |                |
| 5. | Szegedi Bástya    | 12 | 3  | 2 | 7  | 33 | 48 | 8  |                |
| 6. | Szegedi Dózsa     | 12 | 2  | 1 | 9  | 24 | 46 | 4  | 1 pont levonva |
| 7. | Törekvés Főposta  | 12 | 1  | 0 | 11 | 15 | 88 | 1  | 1 pont levonva |

* M: Mérkőzés Gy: Győzelem D: Döntetlen V: Vereség G+: Dobott gól G-: Kapott gól P: Pont

## Döntő
Bp. Spartacus–Bp. Szikra 7:3, 2:1